# Краснюв
Краснюв (пол. Kraśniów) — село в Польщі, у гміні Опатовець Казімерського повіту Свентокшиського воєводства.
Населення — 49 осіб (2011).
У 1975-1998 роках село належало до Келецького воєводства.

## Демографія
Демографічна структура на день 31 березня 2011 року:
|          | Загалом | Допрацездатний вік | Працездатний вік | Постпрацездатний вік |
| -------- | ------- | ------------------ | ---------------- | -------------------- |
| Чоловіки | 20      | 2                  | 12               | 6                    |
| Жінки    | 29      | 3                  | 17               | 9                    |
| Разом    | 49      | 5                  | 29               | 15                   |